# Marina Arismendi
Marina Arismendi (Montevideo, 30 de maig de 1949) és una política uruguaiana, mestra de primària, i membre del Partit Comunista de l'Uruguai, que forma part del Front Ampli, que actualment governa el país. Va exercir el càrrec de Ministra de Desenvolupament Social entre 2005 i 2010.
Marina és filla de Rodney Arismendi (1913-1989), històric dirigent del Partit Comunista de l'Uruguai (PCU). També fou un dels fundadors del Front Ampli com a partit.
Va ser senadora pel seu partit (el PCU) en diverses ocasions i el 1992, després de la renúncia de Jaime Pérez, va assumir com a Secretària General del PCU. Va ocupar aquest lloc fins a l'any 2006.
En assumir l'any 2005 Tabaré Vázquez com a President de l'Uruguai, la nomena titular del nou Ministeri de Desenvolupament Social (MIDES). Els seus objectius bàsics són en cas d'erradicar la pobresa, augmentar el nivell estudiantil i crear igualtat en la societat.
Les primeres accions d'Arismendi com a ministra van ser l'aplicació de l'anomenat Pla d'Emergència Social. El mateix inclou un estudi sobre les persones en situació d'extrema pobresa, partint de la qual es lliura a les mateixes per un període limitat una suma de diners. Com a contrapartida els beneficiats estan obligats a controlar la seva salut i a rebre educació. A més, integra el projecte de l'assignació de llocs de treball temporals per als seus beneficiaris.
A mitjan any 2006, l'oposició va presentar una sèrie de denúncies contra Arismendi, acusant-la de nepotisme. La ministra va contestar-hi, i no s'han produït conseqüències del fet.